# 俄国驻伊犁领事馆
俄国驻伊犁领事馆，后成为苏联驻伊犁领事馆，是俄罗斯帝国及苏联设立在新疆伊犁道（今中华人民共和国新疆维吾尔自治区伊犁哈萨克自治州伊宁市）的领事馆。因领事馆所在地在伊宁，故也会被称为俄国驻伊宁领事馆和苏联驻伊宁领事馆。先后作为俄国和苏联的领事馆历经清朝、中华民国、中华人民共和国，直至1962年领事馆被撤销。俄（苏）驻伊领事馆旧址为伊宁市文物保护单位。

## 历史

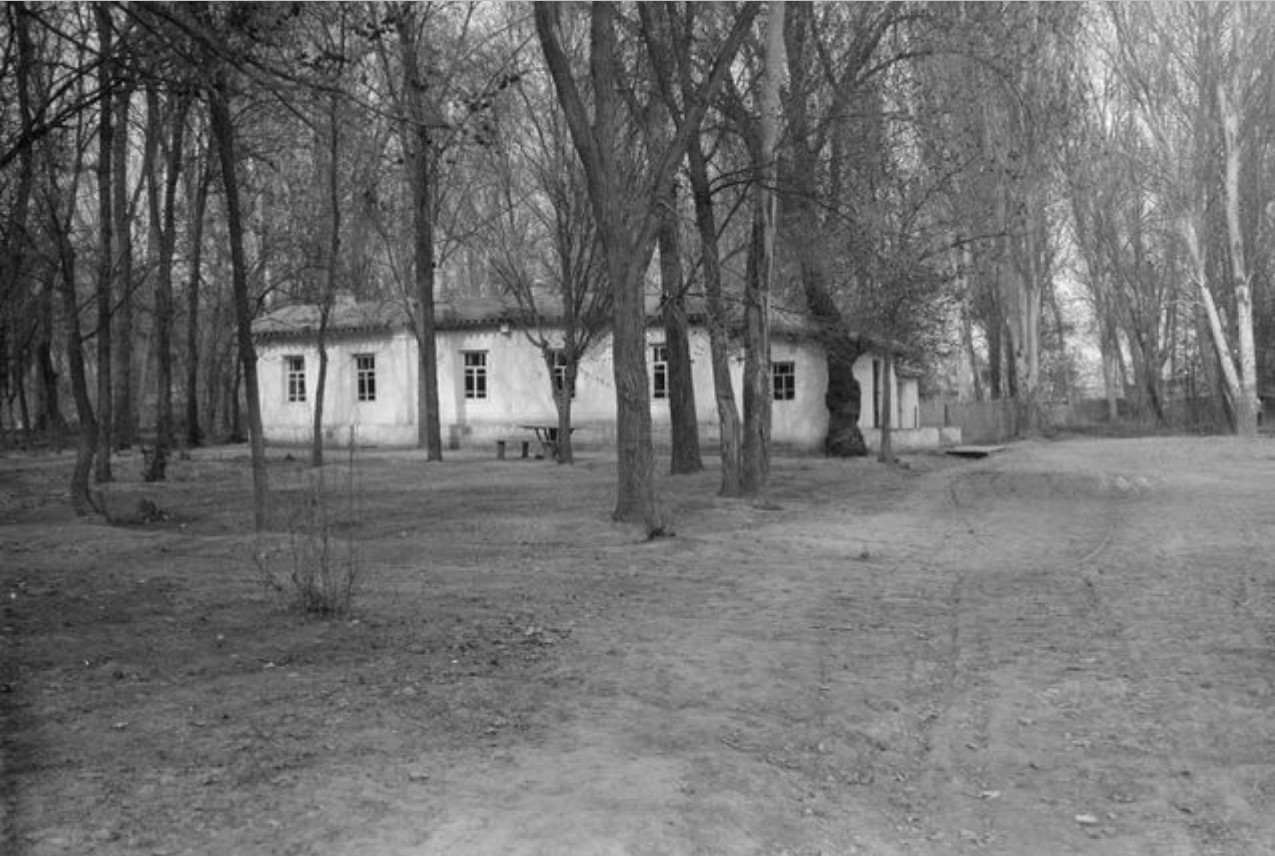
俄国驻伊犁领事馆（1907年）

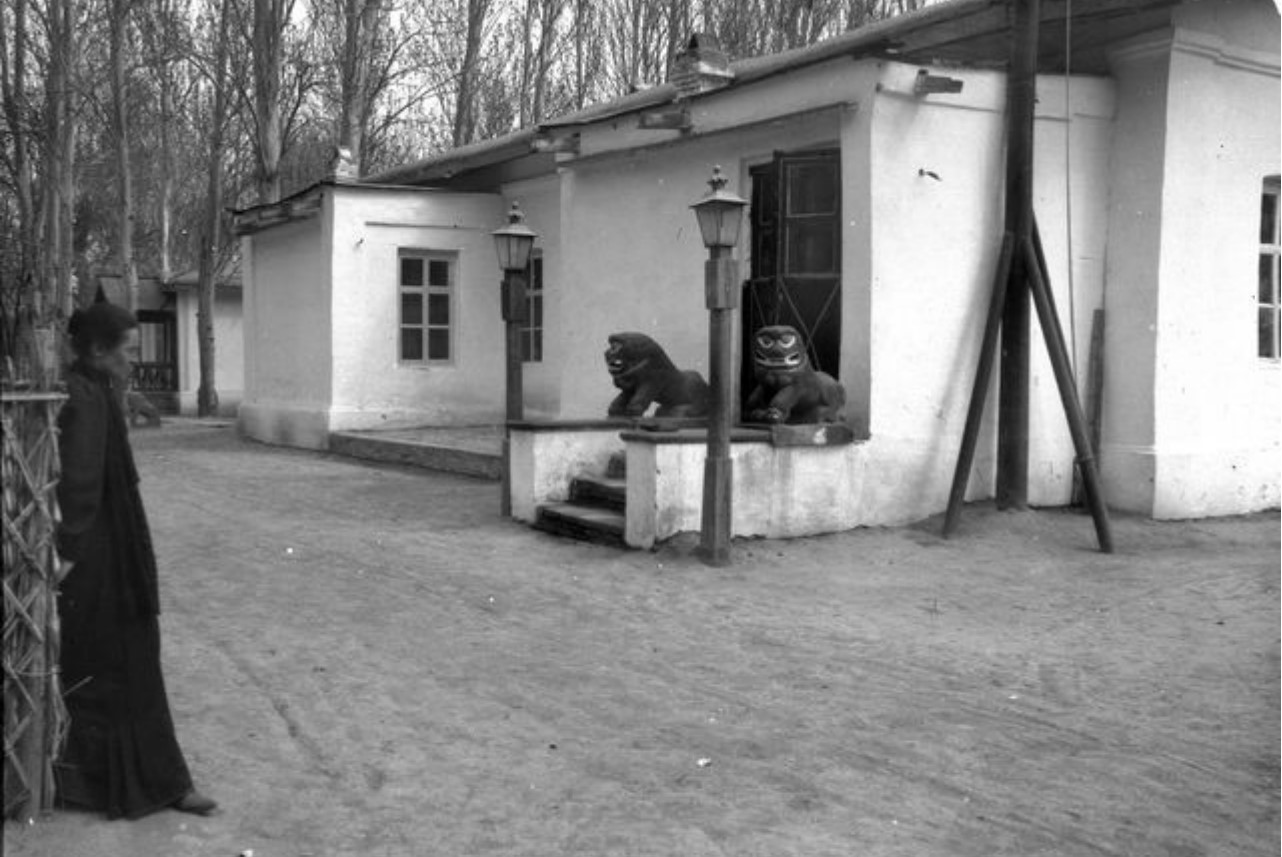
俄国驻伊犁领事馆（1907年）

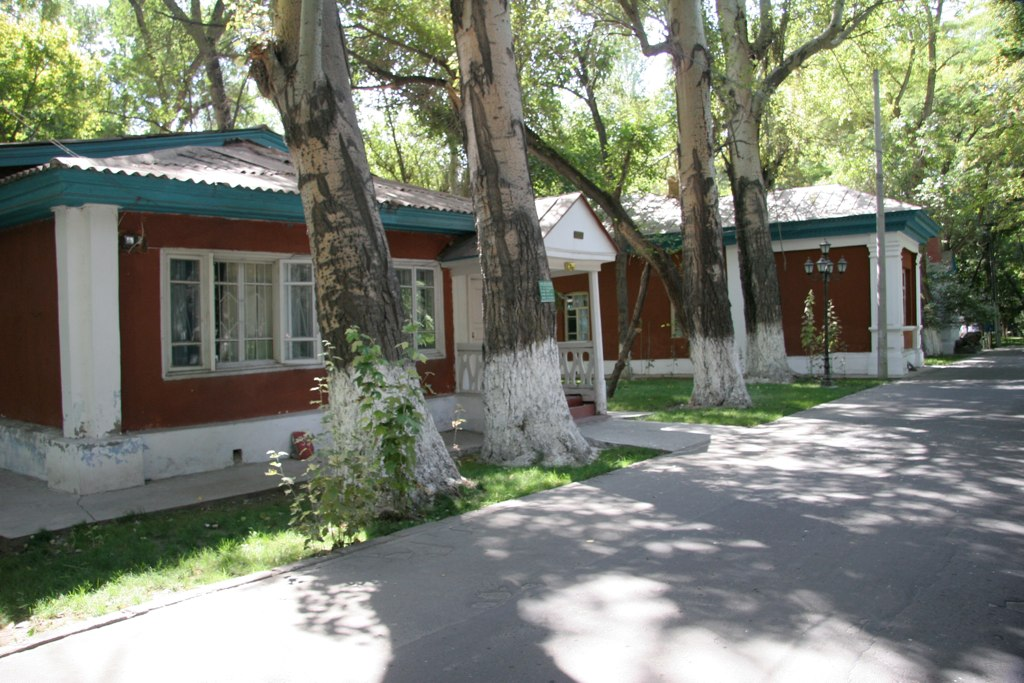
俄国驻伊犁领事馆建筑（2006年）

### 俄国驻伊犁领事馆时期 （1852年－1920年）
咸丰元年（1851年）8月，清政府与俄罗斯帝国签订《中俄伊犁塔尔巴哈台通商章程》，条约内容包括设立领事馆、通商免税、驻兵保护贸易等，其中就包括在伊犁将军府所在的惠远城及塔尔巴哈台绥靖城设贸易圈建立俄国匡苏勒（领事馆）。咸丰二年（1852年）8月，俄罗斯帝国首任驻伊犁领事扎哈罗夫抵达伊犁，开始建造领事馆房舍的工作。经伊犁将军奕山批准，馆址设置在惠远城西门外的空地。咸丰三年（1853年）9月，领事馆共48间房舍建造完成，其中匡苏勒住房8间，额哲库（哥萨克）住房5间，其余为商人居所或堆放货物的仓库。
咸丰五年（1855年），因不满俄人占领金矿并杀害矿工，塔城民众烧毁了俄国驻塔城领事馆和贸易圈，即塔城贸易圈事件。俄国驻伊犁领事扎哈罗夫及在伊犁的俄商随即撤回俄国。咸丰七年（1857年），俄国关闭驻伊犁领事馆。咸丰八年（1858年）秋季，伊犁河发洪水，俄国驻伊犁领事馆部分房舍被淹。同年10月，中俄就塔城贸易圈事件达成赔偿事宜，俄国在伊犁领事馆和塔城领事馆及贸易圈内可驻扎俄军50人。11月开始领事馆修整被水淹泡的屋舍。咸丰九年（1859年）11月，俄国驻伊犁领事馆重新开设。
同治三年（1864年），同治新疆回变爆发，俄国驻伊犁领事馆被毁。同年3月，俄国政府介入回变，伊犁危机爆发，俄国占领伊犁。直到光绪七年（1881年），随着《中俄伊犁条约》的签订，伊犁部分回归中国。条约允许俄国继续在伊犁和塔城设立领事馆，同年在伊犁宁远城（今伊犁伊宁市）北门外，关闭近20年的俄国驻伊犁领事馆重新开设。1882年，俄国撤兵，领事馆迁回宁远城中。此后，芬兰探险家马达汉，日本探险家日野强等人先后受到俄国驻伊犁领事馆的接待。1911年，辛亥革命影响到伊犁，新成立的伊犁政府曾为与俄国驻伊犁领事馆就近办理交涉事宜，在宁远城交涉局的基础上建立了办事处。
民国六年（1917年），俄罗斯帝国爆发革命，帝国瓦解。俄国白军因为在国内的战争中接连失败，一些败兵开始涌入新疆伊犁和塔城等地，俄国驻伊犁领事吕巴开始在伊犁境内招兵，并组织军队试图与苏联红军对抗。在当时主政新疆的杨增新再三交涉下，吕巴才放弃征兵活动。俄国内战爆发致使俄国货币卢布出现信用危机，俄国驻伊犁领事吕巴曾试图将卢布与新疆货币绑定比值，遭到中方拒绝。民国八年（1919年），苏维埃俄国政府派代表与新疆地方政府签订《伊犁中俄临时通商条款》，新疆当局同意在伊犁绥定（今伊犁霍城县惠远镇）开设领事协议会。民国九年（1920年）9月，中国政府取消了原俄罗斯帝国驻华公使，并停止了各地领事馆待遇。11月底，俄国驻伊犁领事馆在将驻伊犁领事的案卷、房屋和公物移交至中华民国伊犁道后，正式关闭。
俄国驻伊犁领事先后由扎哈罗夫（1852年-1863年）、廓罗斯托维茨（1863年-1868年）、帕夫里诺夫（1868年-1882年）、帕德林（1882年-1897年）、费多罗夫（1897年－1908年）、库洪诺夫（1908年－1914年）、勃罗恩斯（1914年－1916年）、柏罗典（1916年－1917年）和吕巴（1917年－1919年）担任。俄国驻伊犁领事馆先后参与了中俄西部边界事务的谈判工作以及《中俄塔尔巴哈台议定补贴条约》《中俄勘分西北界约记》《中俄北京条约》《中俄订阅特克斯河南牧场书》《中俄沿霍尔果斯河划界议定书》《中俄订借伊宁县农事试验场书》等条约的谈判与签订工作。
在领事馆设置之初，其职能为负责俄国通过伊犁与中国进行商务贸易活动和管理在当地进行商贸的俄国商人，在塔城贸易圈事件爆发后，领事馆获得了驻兵权，并在后期增加了驻兵数量。《中俄北京续增条约》签订后，俄国驻伊犁领事馆拥有了治外法权和领事裁判权。俄国驻伊犁领事馆的机构设置也日益庞大，建立初期仅设领事与副领事，到了后期增设了武官、医官、翻译官，驻有武装队伍。并建立邮政、电报、银行、学校等设施机构。

### 苏维埃俄国驻伊犁领事协议会时期（1920年－1925年）
民国六年（1917年），苏维埃俄国成立。苏维埃俄国政府电告北洋政府改派原俄国驻伊犁领事馆秘书金克维赤出任苏维埃俄国驻伊犁领事。然而当时的俄国驻伊犁领事吕巴并未接受改任，要求新疆当局派兵保护领事馆并威胁金克维赤回国。北洋政府随后电告苏维埃俄国外务委员会，称中国政府尚未承认苏维埃俄国政府，改派领事一事需暂缓，因此金克维赤被迫离新回苏。
民国九年（1920年），俄国驻伊犁领事馆正式关闭的同时，苏维埃俄国驻伊犁领事协议会正式开展工作。该机构负责人先后由巴尔阿克（1920年－1921年）、库里科夫（1921年－1922年）、巴兰巴叶夫（1922年－1925年）担任。

### 苏联驻伊犁领事馆时期（1925年－1962年）
民国十三年（1924年），中苏签订《中苏解决悬案大纲协定》，中华民国与苏联正式建交。在经过新疆与苏联政府的磋商后，决定将苏维埃俄国驻伊犁领事协议会迁至原俄国驻伊犁领事馆馆址，并成立苏联驻伊犁领事馆。民国十四年（1925年），苏联驻伊犁领事馆正式开设。苏联驻伊犁领事馆设领事、副领事、秘书科、总务科、护照科、侨民接待室等，编制26人。中华民国大陆时期，苏联驻伊犁领事馆领事先后由瓦西里·彼德洛维奇，罗卓务斯克，恰特尔金，达巴申（1942年－1948年），阿里斯托夫（1948年－1950年）担任。苏联驻伊犁领事馆建立后开始建立附属机构，民国二十六年（1937年）创办国防书店，民国三十一年（1942年）创办苏联医院、成立伊犁商务代表分处，民国三十五年（1946年）成立伊犁苏联侨民协会和斯大林中学。苏联驻伊犁领事馆在领事馆设立的学校层不仅招收苏侨学生，也招收中国公民作为学生。民国三十四年（1945年），苏联驻伊犁领事馆参与协助了中华民国政府代表张治中等人与三区革命政府代表阿合买提江等人的谈判。
中华人民共和国成立后，苏联驻伊犁领事馆继续保留，阿里斯托夫继续担任苏联驻伊犁领事。1955年，苏联驻塔城领事馆和苏联驻阿勒泰领事馆相继关闭，苏联驻伊犁领事馆的领区从伊犁各县市扩大到了塔城专区和阿勒泰专区。苏联驻伊犁领事馆的主要工作包括受理苏侨申请恢复苏联国籍的相关工作，领导领区内各苏侨协会，办理护照，公正事务，管理在领区内工作的苏联专家，开展中苏联谊活动等。1957年以后，领事馆编制裁减至11人。中华人民共和国成立后，苏联驻伊犁领事先后由阿里斯托夫（1948年－1950年）、古沙诺夫（1950年－1953年）、申沈（1953年－1957年）、沙鲁诺夫（1957年－1961年）、恰特尔金（1961年－1962年）担任。1960年，苏联驻伊犁领事馆新增档案馆。
第二次世界大战结束后，苏联面临着劳动力短缺的状况。20世纪50年代开始，中国应苏联政府请求开始分批遣返在新疆的苏侨。苏联驻伊犁领事馆和新疆苏联侨民协会负责登记苏侨，发放苏侨证。然而这个过程中，出现了大量苏侨证滥发、错发的情况。并且出现使用苏联“出生证”、“邀请信”、“召唤书”等非官方证件越境的情况。20世纪60年代初，苏联驻伊犁领事馆副领事迪道夫、秘书切莫合宁科等人先后数次前往塔城地区鼓励并组织边民离开中国前往苏联。最终在1962年5月29日伊塔事件爆发，超过4万名中国籍边民前往苏联。此次苏侨回国行动原计划在3个月内，将在华6000户，1.6到2万苏侨撤回苏联，而实际上此次活动持续了9年多，撤回苏侨及家属10余万人。
1962年6月13日，苏联驻华大使斯捷潘·瓦西里耶维奇·契尔沃年科口头通知中华人民共和国外交部副部长章汉夫：苏联当局认为关闭苏联驻伊犁领事馆是合宜的。6月18日，苏联驻伊犁领事通知苏联当局关闭驻伊犁领事馆的决定。8月15日，中方接受保管领事馆的房屋等财产。8月16日，领事馆人员离新回苏，苏联驻伊犁领事馆正式关闭。

### 非领事馆时期（1963年-）
领事馆撤出后的1963年，领事馆原有建筑被改为伊犁哈萨克自治州干部疗养院。到1975年，领事馆原有建筑作为伊犁哈萨克自治州第一招待所使用。1982年以后，原有建筑以伊犁宾馆之名存在。2008年在第三次全国文物普查中被普查队调查并建档。2009年9月17日，俄（苏）驻伊犁领事馆旧址被列为伊宁市文物保护单位。

## 建筑
俄（苏）驻伊犁领事馆位于中华人民共和国新疆维吾尔自治区伊犁哈萨克自治州伊宁市迎宾街伊犁宾馆内，总面积约2000平方米。现存主要4栋俄式建筑，还有水塔等设施及列宁半身铜像。各建筑间有柏油路相接。其中领事馆工作人员的办公场所和接待室坐北朝南，正对伊犁宾馆大门。建筑大门两侧各有一尊中国形象的石狮。一号建筑共9间房间，墙壁嵌壁炉，地面铺地板。
另外三栋建筑均位于一号建筑北侧。其中总领事办公室和宿舍位于三栋建筑最西侧。总领事办公室和宿舍坐南向北，屋内配有壁炉等设备。有尖顶门廊，门两侧为石狮，门前树有旗杆。另外两栋建筑是领事馆工作人员的宿舍及办公室，其中一栋与总领事办公室和宿舍相邻，同样坐南向北，有5间房间。另一栋与其隔路相对，有4间房间。院落中心有调配领事馆用水的青砖水塔，高20米，平面为六边形，内有木质楼梯。列宁铜像位于办公场所与接待室建筑南侧20米处。建筑外貌因墙壁的粉刷、房顶的修缮有所改变，屋内加设暖气管，也影响到建筑保存。